# Tylophora brownii
Tylophora brownii är en oleanderväxtart som beskrevs av Bunzo Hayata. Tylophora brownii ingår i släktet Tylophora och familjen oleanderväxter. Inga underarter finns listade i Catalogue of Life.